# Red Lake Falls
Red Lake Falls er en amerikansk by og administrativt centrum i det amerikanske county Red Lake County, i staten Minnesota. I 2000 havde byen et indbyggertal på 1.590.

## Ekstern henvisning
- Wikimedia Commons har flere filer relateret til Red Lake Falls
- Red Lake Falls hjemmeside (engelsk)

47°52′56″N 96°16′27″V / 47.882222222222°N 96.274166666667°V